# 김낙호
김낙호는 미국 펜실베이니아주립대학교 커뮤니케이션학과 교수이자 만화연구가로, 그의 주요 연구 관심 분야는 미디어 기술을 통해 시민 커뮤니케이션이 강화되는 참여 저널리즘이다.
박인하 청강문화산업대 만화창작과 교수와 함께 <한국현대만화사>를 저술하였다. 저서 〈만화가 담아내는 세상〉은 만화에 대한 소개이다.